# Serie A 1931/1932
Soutěžní ročník Serie A 1931/1932 byl 32. ročník nejvyšší italské fotbalové ligy a třetí pod názvem Serie A. Konal se od 13. září 1931 do 12. června 1932. Soutěž vyhrál počtvrté ve své klubové kariéře a obhájce titulu Juventus.
Nejlepší střelci se stali dva fotbalisté: italský hráč Angelo Schiavio (Boloňa) a uruguayský hráč Pedro Petrone (Fiorentina), kteří vstřelili 25 branek.

## Události

### Před sezonou
Nováčci z druhé ligy se staly Fiorentina a Bari, které nahradily sestupující Livorno a Legnano. 
Obhájci titulu z minulé sezony Juventus, se opět posílil z Alessandrie o hráče Bertoliniho. A z Argentiny přišel Luis Monti. Jediným velkým odchodem byl Carlo Bigatto, který po osmnácti letech ukončil kariéru. Ambrosiana-Inter se posílila z Uruguaye o Scaroneho a Argentince Attilio Demaría. Naopak  odešel Leopoldo Conti (Pro Patria), kde dělal i trenéra. Do Milána se po dvou letech vrátil Pastore (Lazio). Boloňa se posílila o mladíka z Uruguaye Sansoneho, který nahradil Della Vallu, který ukončil kariéru. Nováček z Fiorentiny se před sezonou také hodně posílil. Z Uruguaye přišel Pedro Petrone a z Boloně Pitto a Busini. Lazio se rozhodlo že bude angažovat hráče z Brazílie. Přišlo jich celkem osm, ale jen Anfilogino Guarisi zde zanechal fotbalovou stopu.

### Během sezony
Od začátku do 25 kola tabulku vedla Boloňa, před obhájci titulu Juventusem. Poté ale prohrála v Janově a přenechala první místo Bianconeri. Vzájemné utkání ve 28 kole vyhrál Juventus 3:2 a do konce sezony si titul pohlídal, když měl čtyř bodový náskok. Na třetím místě skončil Řím, který ztratil na vítěze 14 bodů.
V zóně sestupu zůstaly tři kluby: Bari, Brescia a Modena, která měla jistý sestup. Bari s Brescií se utkaly na neutrálním hřišti v Boloni. Zápas o sestup vyšel hůře Brescii, která prohrála 2:1.

## Účastníci
| Klub             | Město             | Stadion                                       | Trenér                                         | Nejlepší střelec                  |
| ---------------- | ----------------- | --------------------------------------------- | ---------------------------------------------- | --------------------------------- |
| Alessandria      | Alessandria       | Campo del Littorio                            | Karl Stürmer                                   | Libero Marchina (21)              |
| Ambrosiana-Inter | Milán             | Arena Civica                                  | István Tóth                                    | Giuseppe Meazza (21)              |
| Bari             | Bari              | Campo degli Sports                            | Árpád Weisz                                    | Antonio Bisigato (14)             |
| Boloňa           | Boloňa            | Stadio del Littoriale                         | Gyula Lelovics                                 | Angelo Schiavio (25)              |
| Brescia          | Brescia           | Stadium di viale Piave                        | Imre Schoffer                                  | Mario Maffioli, Rocco Ranelli (5) |
| Casale           | Casale Monferrato | Stadio Natale Palli                           | Angelo Mattea                                  | Aldo Giuseppe Borel (17)          |
| Fiorentina       | Florencie         | Stadio Giovanni Berta                         | Hermann Felsner                                | Pedro Petrone (25)                |
| Janov            | Janov             | Campo Sportivo Genova 1893 Circolo del Calcio | Luigi Burlando (1.–14. kolo) Karl Rumbold      | Alfredo Mazzoni (11)              |
| Juventus         | Turín             | Stadio di corso Marsiglia                     | Carlo Carcano                                  | Raimundo Orsi (19)                |
| Lazio            | Řím               | Stadio Nazionale                              | Amílcar                                        | Anfilogino Guarisi (12)           |
| Milán            | Milán             | Campo San Siro                                | József Bánás                                   | Piero Pastore (13)                |
| Modena           | Modena            | Ex Velodromo                                  | Giuseppe Forlivesi (1.–5. kolo) Rudolf Stanzel | Antonio Carnevali (11)            |
| Neapol           | Neapol            | Stadio Giorgio Ascarelli                      | William Garbutt                                | Attila Sallustro (12)             |
| Pro Patria       | Busto Arsizio     | Stadio Comunale                               | Leopoldo Conti                                 | Italo Rossi (8)                   |
| Pro Vercelli     | Vercelli          | Campo piazza Conte di Torino                  | József Nagy                                    | Silvio Piola (12)                 |
| Řím              | Řím               | Campo Testaccio                               | Herbert Burgess (1.–9. kolo) János Baar        | Rodolfo Volk (17)                 |
| Turín            | Turín             | Stadio Filadelfia                             | Giuseppe Aliberti                              | Gino Rossetti (17)                |
| Triestina        | Terst             | Campo di Montebello                           | Béla Révész (1.–29. kolo) Mario Grassi         | Bruno Castellani (11)             |

## Tabulka
| Poř. | Tým              | Z  | V  | R  | P  | VG | OG | B  |
| ---- | ---------------- | -- | -- | -- | -- | -- | -- | -- |
| 1.   | Juventus         | 34 | 24 | 6  | 4  | 89 | 38 | 54 |
| 2.   | Boloňa           | 34 | 21 | 8  | 5  | 85 | 33 | 50 |
| 3.   | Řím              | 34 | 16 | 8  | 10 | 53 | 42 | 40 |
| 4.   | Fiorentina       | 34 | 16 | 7  | 11 | 54 | 35 | 39 |
| 5.   | Milán            | 34 | 15 | 9  | 10 | 57 | 40 | 39 |
| 6.   | Ambrosiana-Inter | 34 | 15 | 8  | 11 | 67 | 52 | 38 |
| 7.   | Alessandria      | 34 | 15 | 8  | 11 | 66 | 53 | 38 |
| 8.   | Turín            | 34 | 14 | 9  | 11 | 64 | 53 | 37 |
| 9.   | Neapol           | 34 | 13 | 9  | 12 | 48 | 46 | 35 |
| 10.  | Pro Patria       | 34 | 9  | 13 | 12 | 37 | 55 | 31 |
| 11.  | Janov            | 34 | 11 | 8  | 15 | 48 | 56 | 30 |
| 12.  | Casale           | 34 | 12 | 4  | 18 | 51 | 67 | 28 |
| 13.  | Lazio            | 34 | 10 | 7  | 17 | 45 | 53 | 27 |
| 14.  | Triestina        | 34 | 8  | 11 | 15 | 42 | 61 | 27 |
| 15.  | Pro Vercelli     | 34 | 10 | 7  | 17 | 35 | 54 | 27 |
| 16.  | Bari             | 34 | 9  | 7  | 18 | 36 | 64 | 25 |
| 17.  | Brescia          | 34 | 8  | 9  | 17 | 31 | 60 | 25 |
| 18.  | Modena           | 34 | 7  | 8  | 19 | 41 | 87 | 22 |

Poznámky
- Z = Odehrané zápasy; V = Vítězství; R = Remízy; P = Prohry; VG = Vstřelené góly; OG = Obdržené góly; B = Body
- za výhru 2 body, za remízu 1 bod, za prohru 0 bodů.
- při rovnosti bodů rozhodovalo skóre

|  | Mistr ligy + kvalifikoval se na Středoevropský pohár 1932 |
|  | Kvalifikoval se na Středoevropský pohár 1932              |
|  | Sestup do Serie B                                         |

Poznámky
- Z = Odehrané zápasy; V = Vítězství; R = Remízy; P = Prohry; VG = Vstřelené góly; OG = Obdržené góly; B = Body
- za výhru 2 body, za remízu 1 bod, za prohru 0 bodů.
- při rovnosti bodů rozhodoval rozdíl mezi vstřelených a obdržených branek.

## Statistiky

### Výsledková tabulka
|              | Alessandria | Ambrosiana | Bari | Boloňa | Brescia | Casale | Fiorentina | Janov | Juventus | Lazio | Milán | Modena | Neapol | Pro Patria | Pro Vercelli | Řím | Turín | Triestina |
| ------------ | ----------- | ---------- | ---- | ------ | ------- | ------ | ---------- | ----- | -------- | ----- | ----- | ------ | ------ | ---------- | ------------ | --- | ----- | --------- |
| Alessandria  | –           | 2:1        | 3:0  | 3:3    | 3:2     | 1:4    | 1:0        | 2:2   | 2:3      | 2:1   | 2:1   | 5:0    | 3:1    | 6:1        | 4:5          | 0:1 | 1:1   | 4:0       |
| Ambrosiana   | 4:0         | –          | 0:0  | 4:3    | 5:0     | 4:0    | 1:1        | 3:1   | 2:4      | 2:0   | 0:0   | 4:2    | 6:1    | 3:1        | 4:1          | 2:1 | 1:1   | 4:3       |
| Bari         | 1:0         | 0:0        | -    | 1:2    | 1:1     | 0:1    | 3:0        | 4:2   | 0:1      | 1:0   | 2:5   | 1:0    | 0:2    | 2:1        | 1:0          | 1:2 | 3:2   | 3:2       |
| Boloňa       | 3:1         | 2:0        | 2:0  | –      | 6:1     | 4:2    | 2:1        | 2:0   | 1:1      | 5:1   | 3:0   | 4:0    | 2:0    | 4:0        | 1:0          | 3:0 | 4:2   | 8:0       |
| Brescia      | 1:0         | 0:2        | 0:0  | 0:1    | –       | 1:0    | 0:1        | 4:2   | 0:4      | 1:0   | 2:3   | 2:1    | 1:0    | 0:0        | 2:0          | 1:1 | 1:2   | 2:1       |
| Casale       | 2:2         | 3:1        | 6:2  | 1:5    | 2:1     | –      | 3:2        | 2:0   | 1:1      | 0:1   | 0:1   | 4:0    | 1:0    | 1:2        | 0:1          | 1:0 | 1:1   | 0:1       |
| Fiorentina   | 0:1         | 3:0        | 2:1  | 1:3    | 2:1     | 4:1    | –          | 2:2   | 1:2      | 2:0   | 3:0   | 5:0    | 2:0    | 1:0        | 1:0          | 3:1 | 4:2   | 1:0       |
| Janov        | 1:2         | 0:1        | 2:0  | 3:2    | 4:0     | 3:1    | 1:1        | –     | 2:0      | 1:0   | 1:2   | 3:0    | 1:0    | 4:1        | 2:1          | 1:1 | 2:2   | 2:0       |
| Juventus     | 3:0         | 6:2        | 7:3  | 3:2    | 3:0     | 3:2    | 2:2        | 2:1   | –        | 1:2   | 2:0   | 3:0    | 5:3    | 7:2        | 4:1          | 7:1 | 3:0   | 4:2       |
| Lazio        | 2:2         | 2:2        | 3:2  | 2:1    | 2:0     | 1:3    | 1:0        | 0:0   | 0:3      | –     | 0:0   | 9:1    | 0:2    | 1:2        | 5:0          | 1:4 | 2:0   | 2:0       |
| Milán        | 1:1         | 2:3        | 2:1  | 1:0    | 2:2     | 4:2    | 1:1        | 3:0   | 0:0      | 2:0   | –     | 5:0    | 3:1    | 1:1        | 3:0          | 1:2 | 6:1   | 1:1       |
| Modena       | 2:1         | 3:1        | 0:0  | 0:0    | 2:2     | 4:1    | 1:1        | 0:0   | 0:1      | 3:1   | 2:1   | –      | 2:2    | 1:1        | 2:0          | 2:3 | 5:2   | 1:1       |
| Neapol       | 1:1         | 1:0        | 3:0  | 1:1    | 1:1     | 5:1    | 0:2        | 3:1   | 2:0      | 0:0   | 3:1   | 4:1    | –      | 1:1        | 2:1          | 1:0 | 0:0   | 4:2       |
| Pro Patria   | 2:1         | 1:1        | 2:2  | 0:2    | 0:0     | 3:1    | 0:3        | 2:0   | 1:1      | 1:1   | 2:0   | 3:1    | 0:0    | –          | 2:1          | 2:2 | 2:1   | 0:2       |
| Pro Vercelli | 1:1         | 2:0        | 2:0  | 1:1    | 1:0     | 0:1    | 1:0        | 4:2   | 1:2      | 2:2   | 0:2   | 2:1    | 1:1    | 1:0        | –            | 0:0 | 2:0   | 1:1       |
| Řím          | 1:2         | 2:1        | 0:0  | 1:1    | 3:1     | 4:0    | 1:1        | 6:0   | 2:0      | 2:0   | 1:0   | 4:2    | 1:0    | 0:0        | 2:1          | –   | 2:3   | 1:0       |
| Turín        | 1:3         | 2:1        | 6:1  | 1:1    | 4:0     | 3:1    | 1:0        | 3:1   | 0:0      | 3:1   | 0:0   | 6:0    | 4:1    | 3:1        | 4:0          | 2:1 | –     | 1:1       |
| Triestina    | 1:4         | 2:2        | 2:0  | 1:1    | 1:1     | 2:2    | 2:1        | 0:0   | 0:1      | 3:2   | 1:3   | 5:2    | 1:2    | 0:0        | 1:1          | 2:0 | 1:0   | –         |

### Play out
| 16. červen 1932 | Bari | 2 – 1 | Brescia | Boloňa |  |  |
|                 |      |       |         |        |  |  |
|                 |      |       |         |        |  |  |

### Střelecká listina

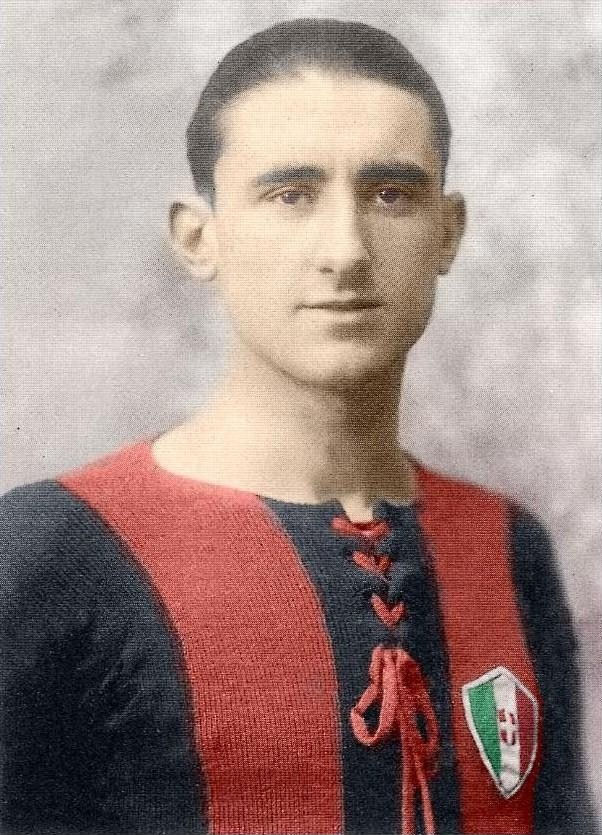
Angelo Schiavio, nejlepší střelec sezony

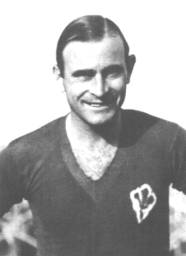
Pedro Petrone, nejlepší střelec sezony

| Pořadí | Jméno               | Klub             | Branky |
| ------ | ------------------- | ---------------- | ------ |
| 1.     | Pedro Petrone       | Fiorentina       | 25     |
| 1.     | Angelo Schiavio     | Boloňa           | 25     |
| 3.     | Libero Marchina     | Alessandria      | 21     |
| 3.     | Giuseppe Meazza     | Ambrosiana-Inter | 21     |
| 5.     | Bruno Maini         | Boloňa           | 19     |
| 5.     | Raimundo Orsi       | Juventus         | 19     |
| 7.     | Aldo Giuseppe Borel | Casale           | 17     |
| 7.     | Giovanni Ferrari    | Juventus         | 17     |
| 7.     | Gino Rossetti       | Turín            | 17     |
| 7.     | Rodolfo Volk        | Řím              | 17     |

## Vítěz
| Serie A Vítěz pro rok 1931/32 |
| ----------------------------- |
| Juventus FC                   |
|                               |